# Return to Planet Rock
Returh to Planet Rock è un album di Afrika Bambaataa & Soulsonic Force.

## Tracce
1. Return to Planet Rock (Radio Mix)
2. Return to Planet Rock (Club Mix)
3. Return to Planet Rock (Instrumental Mix)
4. Inside Looking Out (Radio Mix)
5. Inside Looking Out (Club Mix)
6. Inside Looking Out (Instrumental Mix)
7. Return to Planet Rock (Return Mix)